# Список глав государств в 1863 году
| 1862 ← Список глав государств по годам → 1864 |

## Азия
- Абхазское княжество — Михаил (Хамуд-бей), князь[англ.] (1822—1864)
- Абу-Даби — Зайед ибн Халифа аль-Нахайян, шейх[англ.] (1855—1909)
- Афганистан (эмират) — 
  - Дост Мухаммед, эмир[англ.] (1823—1839, 1842—1863)
  - Шир-Али, эмир[англ.] (1863—1865, 1868—1879)
- Бахрейн — Мухаммед ибн Халифа Аль Халифа, хаким (1834—1842, 1843—1868)
- Британская Индия — Джеймс Брюс, вице-король (1862—1863)
  - Аджайгарх — Ранджор Сингх, раджа (1859—1877)
  - Алвар — Шеодан Сингх Прабхакар, раджа (1857—1874)
  - Алираджпур — Ганг Део, рана (1862—1869)
  - Амбер (Джайпур) — Рам Сингх II, Махараджа савай (1835—1880)
  - Баони — Эмам ад-Даула Хусейн, наваб (1859—1883)
  - Бансвара — Лакшман Сингх, раджа (1844—1905)
  - Барвани — междуцарствие (1861—1873)
  - Барода — Кханде Гаеквад, махараджа (1856—1870)
  - Бахавалпур — Бахавал IV, наваб (1858—1866)
  - Башахра[англ.] — Шамшер Сингх, рана[кат.] (1850—1887, 1898—1914)
  - Бенарес — Ишвари Прасад Нарайян Сингх, махараджа бахадур (1859—1889)
  - Биджавар — Бхам Пратап Сингх, раджа (1847—1877)
  - Биканер — Сардар Сингх, махараджа (1851—1872)
  - Биласпур (Калур) — Хира Чанд, раджа (1850—1883)
  - Бунди — Рам Сингх, махарао раджа (1821—1889)
  - Бхавнагар — Джашвантсинхжи Бхавсинхджи, такур сахиб (1854—1870)
  - Бхаратпур — Джашвант Сингх, махараджа (1853—1893)
  - Бхопал — Сикандар Бегум, наваб (1860—1868)
  - Ванканер — Банесинджи Джасвантсинхжи, махарана радж сахиб (1860—1881)
  - Гангпур[англ.] — Рагхунат Шехар Део, Раджа[англ.] (1858—1917)
  - Гархвал — Бхавани Шах, махараджа (1859—1871)
  - Гвалиор — Джаяджирао Шинде, махараджа (1843—1886)
  - Гондал — Саграмджи II Деваджи, тхакур (1851—1866)
  - Даспалла[англ.] — Нарсимха Део Бханж, раджа[англ.] (1861—1873)
  - Датия — Бхавани Сингх Бахадур, раджа (1857—1865)
  - Девас младшее[англ.] — Хаибат Рао, раджа[англ.] (1840—1864)
  - Девас старшее[англ.] — Кришнаджи Рао II, раджа[англ.] (1860—1899)
  - Джанджира — Ибрагим Хан III, наваб (1848—1879)
  - Джайсалмер — Ранджит Сингх, махаравал (1846—1864)
  - Джалавад (Дрангадхра) — Ранмалсинхжи Амарсинхжи, сахиб (1843—1869)
  - Джамму и Кашмир — Ранбир Сингх, махараджа (1856—1885)
  - Джаора — Гхаус Мухаммад Хан, наваб (1825—1865)
  - Дженкантал[англ.] — Бхагиратха, Махараджа[англ.] (1830—1873)
  - Джинд — Саруп Сингх, раджа (1837—1864)
  - Джхабуа — Гопал Сингх, раджа (1841—1895)
  - Джунагадх — Мохаммад Махабат Ханджи II, наваб (1851—1882)
  - Джхалавар — Притхви Сингх, махараджа рана (1845—1875)
  - Дир[англ.] — Гасан Хан, наваб[кат.] (1863—1874)
  - Дхолпур — Бхагвант Сингх, махараджа рана (1836—1873)
  - Дунгарпур — Удай Сингх II, Махараджа (1844—1898)
  - Дхар — Ананд Радж III Павар, раджа (1857—1858, 1860—1898)
  - Идар — Шри Сир Джаван Сингх, махараджа (1833—1868)
  - Индаур — Тукоджи Рао II Холкар XI, махараджа (1844—1886)
  - Калат — Худабад, хан (1857—1863, 1864—1893)
  - Камбей — Хусейн Явар Хан I, наваб (1841—1880)
  - Капуртхала — Рандхир Сингх, раджа-и-раджган (1861—1870)
  - Караули — Мадан Пал, махараджа (1854—1869)
  - Кач — Прагмалджи II, раджа (1860—1875)
  - Кишангарх — Притхви Сингх, махараджа (1840—1879)
  - Колхапур — Шиваджи IV, раджа (1838—1866)
  - Кота — Рам Сингх II, махарао (1828—1866)
  - Кочин — Рави Варма IV, махараджа (1853—1864)
  - Куч-Бихар — 
    - Нарендра Нарайян, раджа (1847—1863)
    - Нрипендра Нарайян, махараджа (1863—1911)

  - Лас Бела — Мир-хан II, хан (1830—1869, 1877—1888)
  - Лохару — Аминуддин Ахмад Хан, наваб (1835—1869)
  - Лунавада[англ.] — Далил Сингх, рана[англ.] (1852—1867)
  - Майсур — Кришнараджа Водеяр III, султан (1799—1868)
  - Малеркотла — Эскандар Али Хан Бахадур, наваб (1857—1871)
  - Манди — Биджай Сен, раджа (1851—1902)
  - Манипур — Чандракирти Сингх, раджа[англ.] (1850—1886)
  - Марвар (Джодхпур) — Тахт Сингх, махараджа (1843—1873)
  - Мевар (Удайпур) — Шамбху Сингх, махарана (1861—1874)
  - Морви — Раваджи II Притхираджи, тхакур-сахиб (1846—1870)
  - Мудхол — Вьянкатрао II Радж Горпаде, раджа (1862—1900)
  - Набха — 
    - Бхарпур Сингх,  махараджа (1846—1863)
    - Бхагван Сингх,  махараджа (1863—1871)

  - Наванагар — Вибхаджи II Ранмалджи, джам сахеб (1852—1877)
  - Нарсингхгарх — Ханвант Сингжи, раджа (1827—1873)
  - Орчха — Хамир Сингх, раджа (1848—1865)
  - Паланпур — Зоравар Мохаммад Хан, диван (1854—1878)
  - Панна — Нирпат Сингх, раджа (1849—1869)
  - Патиала — Махендра Сингх, махараджа (1862—1876)
  - Порбандар — Викрамаджи Химоджираджи, рана (1831—1900)
  - Пратабгарх — Далпат Сингх, махарават (1844—1864)
  - Пудуккоттай — Рамачандра Тондемен, раджа (1839—1886)
  - Раджгарх — Моти Сингх, рават (1831—1880)
  - Раджпипла — Гамбхирсинхджи II, махарана (1860—1897)
  - Радханпур — Мухаммад Джоравар Шир Хан, наваб (1825—1874)
  - Рампур — Юсеф Али Хан, наваб (1855—1865)
  - Ратлам — Бхайрон Сингх, раджа (1857—1864)
  - Рева — Рагхурадж Сингх Джу Део Бахадур, махараджа (1857—1880)
  - Савантвади — Кхем Савант Бхонсле IV, раджа (1812—1867)
  - Саилана — Дулех Сингх, раджа (1850—1895)
  - Самтхар — Хиндупат Сигнх, раджа (1827—1864)
  - Сангли — Дхунди Рао Чинтаман Рао, рао (1851—1901)
  - Сват[англ.] — Ахунд Абдул Гаффур, амир[англ.] (1857—1878)
  - Сирмур — Шамшер Пракаш, махараджа (1856—1898)
  - Сирохи — Умайд Сингх II, раджа (1862—1875)
  - Ситамау — Раж Рам Сингх I, раджа (1802—1867)
  - Сонепур — Ниладхар Сингх Део, раджа (1841—1891)
  - Сукет — Угар Сен II, раджа (1838—1876)
  - Тонк — Мухаммад Вазир Хан, наваб (1834—1864)
  - Траванкор — Айильям Тхирунал Рама Варма III, махараджа (1860—1880)
  - Трипура — Бир Чандра Маникья, раджа (1862—1896)
  - Фаридкот — Вазир Сингх, махараджа (1849—1874)
  - Хаирпур — Али Мурад Хан, мир (1842—1894)
  - Хайдарабад — Асаф Джах V, низам (1857—1869)
  - Харан — Азад, мир (1833—1885)
  - Хиндол[англ.] — Ишвар Сингх, раджа[англ.] (1841—1874)
  - Хунза[англ.] — 
    - Газанфур Хан, мир[англ.] (1825—1863)
    - Мохаммад Газан Хан I, мир[англ.] (1863—1886)

  - Чамба — Шри Сингх, раджа (1844—1870)
  - Чаркхари — Джай Сингх Део, раджа (1860—1880)
  - Читрал — Аман уль-Мульк, мехтар (1857—1892)
  - Чхатарпур — Джагат Сингх, раджа (1854—1867)
  - Шахпура — Лакшман Сингх, раджа (1853—1869)
- Бруней — Абдул Момин, султан (1852—1885)
- Бутан — Пхунцог Намгьял, друк дези (1861—1864)
- Вьетнам — Нгуен Зык-тонг, император (1847—1883)
- Гератское ханство — 
  - Ахмад Баракзай, хан (1857—1863)
  - в 1863 году присоединено к эмирату Афганистан
- Дубай — Хашер ибн Мактум, шейх (1859—1886)
- Индонезия —
  - Аче — Алауддин Ибрагим Мансур Шах, султан (1857—1870)
  - Бачан — Мухаммад Садик, султан[англ.] (1862—1889)
  - Дели — Махмуд аль-Рашид Перкаша Алам Шах, туанку (1858—1873)
  - Джокьякарта — Хаменгкубувоно VI, султан (1855—1877)
  - Ланфан[англ.] — Лю Ашэн, президент[англ.] (1848—1876)
  - Мангкунегаран — Мангкунегара IV, султан (1853—1881)
  - Понтианак — Хамид I Алькадри, султан (1855—1872)
  - Саравак — Джеймс Брук, раджа (1841—1868)
  - Сиак — Аль-Саид аль-Шариф Исмаил Абдул Джалил Зияифуддин, Султан (1827—1864)
  - Сулу — Джамаль уль-Азам, султан[англ.] (1862—1881)
  - Суракарта — Пакубовоно IX, сусухунан (1861—1893)
  - Тернате — Мухаммад Арсьяд, султан (1859—1876)
  - Тидоре — Ахмад Саифуддин Альтинг, султан[англ.] (1856—1865)
- Иран  — Насер ад-Дин, шах (1848—1896)
- Йемен —
  - Акраби — Абдалла ибн Хайдара аль-Акраби, шейх (1858—1905)
  - Аудхали — Ахмад ибн Салих, |султан (ок. 1820—1870)
  - Верхний Аулаки — Авад ибн Абдалла, султан (1862—1879)
  - Верхняя Яфа — Абдаллах бин Насир бин Салих аль-Хархара, султан (ок. 1840—1866)
  - Катири — Галиб ибн Мухсин аль-Катир, султан (1830—1880)
  - Лахедж — 
    - Али I ибн Мухсин, султан (1849—1863)
    - Фадл III ибн Али, султан (1863)
    - Фадл IV ибн Мухсин, султан (1863—1874)

  - Мафлахи — Аль-Касим аль-Саккаф, шейх (1850—1885)
  - Нижний Аулаки — 
    - Мунассар I ибн Аби Бакр аль-Аулаки, султан (ок.1855—1863)
    - Абу Бакр I ибн Абдаллах аль-Аулаки, султан (1863—1892)

  - Нижняя Яфа — Ахмад I ибн Али аль-Афифи, султан (1841—1873)
  - Фадли — Ахмад IV бин Абдаллах аль-Фадли, султан (1828—1870)
  - Хаушаби — 
    - Убейд ибн Яхья аль-Хаушаби, султан (1858—1863)
    - Али I ибн Мани аль-Хаушаби, султан (1863—1886)

  - Шаиб — Мани аль-Саклади, шейх (ок. 1850—1880)
- Камбоджа — Нородом I, король (1860—1904)
- Китай (Империя Цин)  — Тунчжи (Цзайчунь), император[англ.] (1861—1875)
- Кувейт — Сабах II ибн Джабер ас-Сабах, шейх (1859—1866)
- Лаос  —
  - Луангпхабанг  — Чантарат, король (1850—1868)
  - Тямпасак  — 
    - междуцарствие (1858—1863)
    - Кхам Сук, король (1863—1900)
- Малайзия —
  - Джохор — Абу Бакар, теменггонг[англ.] (1862—1868)
  - Кедах — Ахмад Таджуддин Мукаррам Шах I, султан[англ.] (1854—1879)
  - Келантан — Мухаммад II, раджа[англ.](1837—1886)
  - Негери-Сембилан — Имам, ямтуан бесар (1861—1869)
  - Перак — Джафар Муаззам Шах, султан (1857—1865)
  - Перлис — Сайед Хуссейн, раджа (1843—1873)
  - Селангор — Абдул Самад, султан (1857—1898)
  - Сетул[англ.] — Тунку Мухаммад Акиб ибн аль-Мархум Бинсу, раджа[англ.] (1843—1876)
  - Тренгану — Омар Риаят Шах, султан (1839—1876)
- Мальдивы — Мухаммад Имадуддин IV, султан (1835—1882)
- Мегрельское княжество — Николай Дадиани, князь (1853—1866)
- Мьянма (Бирма) —
  - Йонгве[англ.] — Сао Но Хпа, Саофа[англ.] (1858—1864)
  - Кенгтунг[англ.] — Маха Пон, саофа[англ.] (1857—1876)
  - Конбаун — Миндон, царь (1853—1878)
  - Локсок (Ятсок)[англ.] — Сао Венг, саофа[англ.] (1856—1881, 1886—1887)
  - Мокме[англ.] — Ко Лан, саофа[англ.] (1844—1867, 1868—1887)
  - Монгнай[англ.] — Хкун Ну Ном, саофа[англ.] (1852—1875)
  - Монгпай[кат.] — Хкам Йон, саофа[кат.] (1836—1890)
  - Монгпон[англ.] — Хкун Та, саофа[англ.] (1860—1928)
  - Сенви[англ.] — 
    - междуцарствие (1860—1863)
    - Сао Хпа Монг Хпа, саофа[англ.] (1858—1860, 1863—1864)

  - Сипау[англ.] — Хкун Мьят Тад, саофа[англ.] (1858—1866)
- Непал — 
  - Сурендра Бикрам, король (1847—1881)
  - Джанг Бахадур Рана, премьер-министр (1846—1856, 1857—1877)
- Оман — Тувайни ибн Саид, султан (1856—1866)
- Османская империя — Абдул-Азиз, султан (1861—1876)
- Рюкю — Сё Тай, ван (1848—1879)
- Сиам (Раттанакосин)  — Рама IV (Монгкут), король (1851—1868)
- Сикким — 
  - Цудпуд Намгьял, чогьял (1793—1863)
  - Сидеконг Намгьял, чогьял (1863—1874)
- Саудовская Аравия —
  - Джебель-Шаммар — Талал ибн Абдаллах Аль Рашид, эмир (1847—1868)
  - Неджд — Фейсал ибн Турки, эмир (1834—1838, 1843—1865)
- Тибет — Тинлей Гьяцо (Далай-лама XII), далай-лама[англ.] (1860—1875)
- Узбекистан —
  - Бухарский эмират — Музаффар, эмир (1860—1885)
  - Кокандское ханство — 
    - Худояр, хан (1844—1858, 1862—1863, 1866—1875)
    - Сеид (Мухаммед Султан), хан (1863—1865, 1865—1866)

  - Хивинское ханство (Хорезм) — Саид Мухаммад, хан (1856—1864)
- Филиппины —
  - Магинданао — Мухаммад Макаква, султан (1854—1884)
- Чосон  — Чхольчон, ван (1849—1864)
- Шарджа  — Султан I бин Сакр аль-Касими, эмир[англ.] (1803—1840, 1840—1866)
- Япония —
  - Осахито (император Комэй), император (1846—1867)
  - Токугава Иэмоти, сёгун (1858—1866)

## Америка
- Аргентина — Бартоломе Митре, президент (1862—1868)
- Боливия — Хосе Мария Ача, президент (1861—1864)
- Бразильская империя — Педру II, император (1831—1889)
- Венесуэла — 
  - Хосе Антонио Паэс, президент (1830—1835, 1839—1843, 1861—1863)
  - Хуан Крисостомо Фалькон, президент (1863—1868)
- Гаити — Фабр Жеффрар, президент (1859—1867)
- Гватемала — Рафаэль Каррера, президент (1844—1848, 1851—1865)
- Гондурас — 
  - Хосе Франсиско Монтес Фонсека, и.о. президента (1862—1863)
  - Хосе Мария Медина, и.о. президента (1863, 1864—1865, 1866—1869, 1870—1874)
  - Франсиско Инестроса, и.о. президента (1863—1864)
- Доминиканская Республика — Хосе Антонио Сальседо-и-Рамирес, президент (1863—1864)
- Колумбия — Томас Сиприано де Москера, президент (1861—1864, 1866—1867)
- Коста-Рика — 
  - Хосе Мария Монтеалегре, президент (1860—1863)
  - Хесус Хименес Самора, президент (1863—1866, 1868—1870)
- Мексиканская республика — Бенито Хуарес, президент (1858—1872)
- Никарагуа — Томас Мартинес Герреро, президент (1857—1867)
- Парагвай — Франсиско Солано Лопес, президент (1862—1869)
- Перу — 
  - Мигель де Сан-Роман, президент (1862—1863)
  - Рамон Кастилья, и.о. президента (1844, 1845—1851, 1855—1862, 1863)
  - Педро Дьес Кансеко, и.о. президента (1863, 1868)
  - Хуан Антонио Песет, президент (1863—1865, 1865)
- Сальвадор — 
  - Херардо Барриос, президент (1858, 1859—1860, 1861—1863)
  - Франсиско Дуэньяс Диас, президент (1851—1854, 1863—1871)
- Соединённые Штаты Америки — Авраам Линкольн, президент (1861—1865)
- Уругвай — Бернардо Пруденсио Берро, президент (1860—1864)
- Чили — Хосе Хоакин Перес, президент (1861—1871)
- Эквадор — Габриэль Гарсия Морено, президент (1859—1865, 1869—1875)

## Африка
- Аусса — Мухаммад ибн Ханфаде, султан (1862—1902)
- Ашанти — Кваку Дуа I, ашантихене (1834—1867)
- Баоль[фр.] — Тье Яссин Нгоне Жеген, тень[фр.] (1854—1855, 1856—1860, 1860—1871)
- Багирми — Абу-Секкин Мохаммед IV, султан (1858—1870, 1871—1884)
- Бамум — Нгууо, мфон (султан)[англ.] (1818—1865)
- Бени-Аббас[англ.] — Мохамед Мокрани, султан[фр.] (1853—1871)
- Бенинское царство — Адоло, оба[англ.] (1848—1888)
- Буганда — Мтеза, кабака (1856—1884)
- Буньоро — Кьебамбе IV, омукама (1852—1869)
- Бурунди — Мвези IV Гисабо, мвами (король) (1850—1908)
- Бусса[англ.] — Кигера II Джибрим дан Торо дан Киторо, киб (1862—1895)
- Вадаи — Али ибн Мухаммад, колак (султан)[англ.] (1858—1874)
- Варсангали[англ.] — Аюль, султан[кат.] (1830—1889)
- Вогодого — Куту I, нааба (1850—1871)
- Волаитта (Велайта)[нем.] — Гобе, каво[англ.] (1845—1886)
- Газа[англ.] — Мзила, инкоси[кат.] (1861—1862, 1862—1884)
- Гаро (Боша) — Огата, тато[англ.] (1845—1865)
- Гвирико[англ.] — Али Дьян, царь[англ.] (1854—1878)
- Дагомея — Глеле, ахосу (1858—1889)
- Дамагарам — Танимун дан Сулейман, султан (1841—1843, 1851—1884)
- Дарфур — Мухаммад IV Хусейн ибн Мухаммад Фадл, султан (1839—1873)
- Денди[англ.] — Коизе Бабба, аскья[англ.] (1845—1864)
- Денкира[англ.] — Квеси Кьеи I, денкирахене[англ.] (1859—1869)
- Джолоф — 
  - Таанор, буур-ба[англ.] (1858—1863)
  - Бакан-Там Хаари, буур-ба[англ.] (1863—1871)
- Занзибар — Маджид ибн Саид, султан (1856—1870)
- Зулусское королевство — Мпанде, инкоси (король) (1840—1872)
- Кайор — Лат Джор Нгоне Латир Джоп, дамель (1862—1864, 1871—1879)
- Каффа — Кае Шеротшо, царь (1854—1870)
- Кенедугу — Нголо Кунанфан Траоре, фаама (1862—1866)
- Койя — Баи Канта, обаи (1859—1872)
- Конго — Педро V, маниконго[англ.] (1859—1891)
- Либерия — Стивен Аллен Бенсон, президент (1856—1864)
- Лунда — Мутеб II а Сикомб, муата ямво[англ.] (1857—1873)
- Маджиртин — Кисмаан II Осман Махмуд, султан (1860—1927)
- Малагасийское королевство — 
  - Радама II, король (1861—1863)
  - Расухерина, королева (1863—1868)
- Мандара — Букар Нарбанья, султан (1842—1894)
- Марокко — Мухаммед IV, султан (1859—1873)
- Нри[англ.] — Энвелеана I, эзе[англ.] (1795—1886)
- Оранжевое Свободное Государство — 
  - Мартинус Вессел Преториус, государственный президент (1860—1863)
  - Йозеф Аллисон, и.о. государственного президента (1863)
  - Якобус Йоханнес Вентер, и.о. государственного президента (1863—1864)
- Руанда — Кигели IV Рвабугири, мвами (1853—1895)
- Салум — Маад Салум Самба Лаобе Латсука Фаль, маад (1859—1864)
- Свазиленд (Эватини) — Мсвати II, нгвеньяма (король) (1840—1865)
- Сокото — Ахмаду Атику, султан[англ.] (1859—1866)
- Такали[англ.] — Назир, мукук[англ.] (1860—1884)
- Твифо-Хеман (Акваму)[англ.] — Дарко Яв Кума, аквамухене (1835—1866)
- Тиджания Омара ал-Хаджа — Эль-Хадж Омар, эмир (ок. 1848—1864)
- Трарза — Сиди Мбарика ульд Мохаммед, эмир (1860—1871)
- Тунис — Мухаммад III ас-Садик, бей (1859—1882)
- Харар[англ.] — Ахмад III ибн Абу Бакр II, эмир[англ.] (1852—1866)
- Эфиопия — Теодрос II, император (1855—1868)
- Южно-Африканская Республика (Трансвааль) — Виллем Корнелис Янсе ван Ренсебург, президент (1862—1864)

## Европа
- Андорра — 
  - Наполеон III, князь-соправитель (1848—1870)
  - Хосеп Кайксаль-и-Эстраде, епископ Урхельский, князь-соправитель (1853—1879)
- Бельгия —
  - Леопольд I, король (1831—1865)
  - Шарль Рожье, премьер-министр (1847—1852, 1857—1868)
- Великобритания и Ирландия —
  - Виктория, королева (1837—1901)
  - Генри Джон Темпл, премьер-министр (1855—1858, 1859—1865)
- Венгрия — Франц Иосиф I, король (1848—1849, 1849—1916)
- Германский союз —
  - Австрийская империя — Франц Иосиф I, император (1848—1916)
  - Ангальт — Леопольд IV, герцог (1863—1871)
    - Ангальт-Бернбург — 
      - Александр Карл, герцог (1834—1863)
      - в 1863 году объединилось с Ангальт-Дессау-Кётен в герцогство Ангальт

    - Ангальт-Дессау-Кётен — 
      - Леопольд IV, герцог (1853—1863)
      - в 1863 году объединилось с Ангальт-Бернбургом в герцогство Ангальт

  - Бавария — Максимилиан II, король (1848—1864)
  - Баден — Фридрих I, великий герцог (1856—1907)
  - Брауншвейг — Вильгельм, герцог (1830—1884)
  - Вальдек-Пирмонт — Георг Виктор, князь (1845—1893)
  - Вюртемберг — Вильгельм I, король (1816—1864)
  - Ганновер — Георг V, король (1851—1866)
  - Гессен —
    - Гессен (великое герцогство) — Людвиг III, великий герцог (1848—1877)
    - Гессен-Гомбург — Фердинанд, ландграф (1848—1866)
    - Гессен-Филипсталь-Бархфельд — Алексис, ландграф (1854—1866)

  - Лихтенштейн — Иоганн II, князь (1858—1929)
  -  Люксембург — 
    - Вильгельм III, великий герцог (1849—1890)
    - Виктор де Торнако, премьер-министр (1860—1867)

  - Мекленбург —
    - Мекленбург-Стрелиц — Фридрих Вильгельм II, великий герцог (1860—1904)
    - Мекленбург-Шверин — Фридрих Франц II, великий герцог (1842—1883)

  - Нассау (герцогство) — Адольф, герцог (1839—1866)
  - Ольденбург — Пётр II, великий герцог (1853—1900)
  - Пруссия — Вильгельм I, король (1861—1888)
    - Олесницкое княжество (герцогство Эльс) — Вильгельм Брауншвейгский, князь (1815—1884)

  - Рейсс-Гера — Генрих LXVII, князь (1854—1867)
  - Рейсс-Грейц — Генрих XXII, князь (1859—1902)
  - Саксония — Иоганн, король (1854—1873)
    - Саксен-Альтенбург — Эрнст I, герцог (1853—1908)
    - Саксен-Веймар-Эйзенах — Карл Александр, великий герцог (1853—1901)
    - Саксен-Кобург-Гота — Эрнст II, герцог (1844—1893)
    - Саксен-Мейнинген — Бернгард II, герцог (1803—1866)

  - Шаумбург-Липпе — Адольф I Георг, князь (1860—1893)
  - Шварцбург-Зондерсгаузен — Гюнтер Фридрих Карл II, князь (1835—1880)
  - Шварцбург-Рудольштадт — Фридрих Гюнтер, князь (1807—1867)
- Греция —
  - Георг I, король (1863—1913)
  - Димитриос Вулгарис, премьер-министр (1855—1857, 1862—1863, 1863—1864, 1865, 1866, 1868—1869, 1872, 1874—1875)
  - Зиновиос Валвис, премьер-министр (1863, 1864)
  - Диомидис Кирьякос, премьер-министр (1863)
  - Бенизелос Руфос, премьер-министр (1863, 1865—1866)
- Дания — 
  - Фредерик VII, король (1848—1863)
  - Кристиан IX, король (1863—1906)
  - Карл Кристиан Халль, премьер-министр (1857—1859, 1860—1863)
  - Дитлев Готгард Монрад, премьер-министр (1863—1864)
- Испания — Изабелла II, королева (1833—1868)
- Италия — 
  - Виктор Эммануил II, король (1861—1878)
  - Луиджи Карло Фарини, премьер-министр (1862—1863)
  - Марко Мингетти, премьер-министр (1863—1864, 1873—1876)
- Молдовы и Валахии соединённые княжества — Александру Иоан Куза, господарь (1862—1866)
- Монако — Карл III, князь (1856—1889)
- Нидерланды — 
  - Виллем III, король (1849—1890)
  - Йохан Рудольф Торбеке, премьер-министр (1849—1853, 1862—1866, 1871—1872)
- Норвегия — Карл IV (король Швеции Карл XV), король (1859—1872)
- Папская область — Пий IX, папа (1846—1878)
- Португалия — Луиш I, король (1861—1889)
- Российская империя — Александр II, император (1855—1881)
- Сербия — Михаил Обренович, князь (1839—1842, 1860—1868)
- Франция — Наполеон III, император (1852—1870)
- Черногория — Никола I Петрович, князь (1860—1910)
- Чехия — Франц Иосиф I, король (1848—1916)
- Швейцария — Констан Форнеро, президент (1857, 1863, 1867)
- Швеция — Карл XV, король (1859—1872)

## Океания
- Гавайи — 
  - Камеамеа IV, король (1854—1863)
  - Камеамеа V, король (1863—1872)
- Новая Зеландия — 
  - Виктория, королева (1840—1901)
  - Джордж Грей, губернатор (1861—1868)
  - Альфред Дометт, премьер-министр (1862—1863)
  - Фредерик Уитейкер, премьер-министр (1863—1864, 1882—1883)
- Таити — Помаре IV, король (1827—1877)

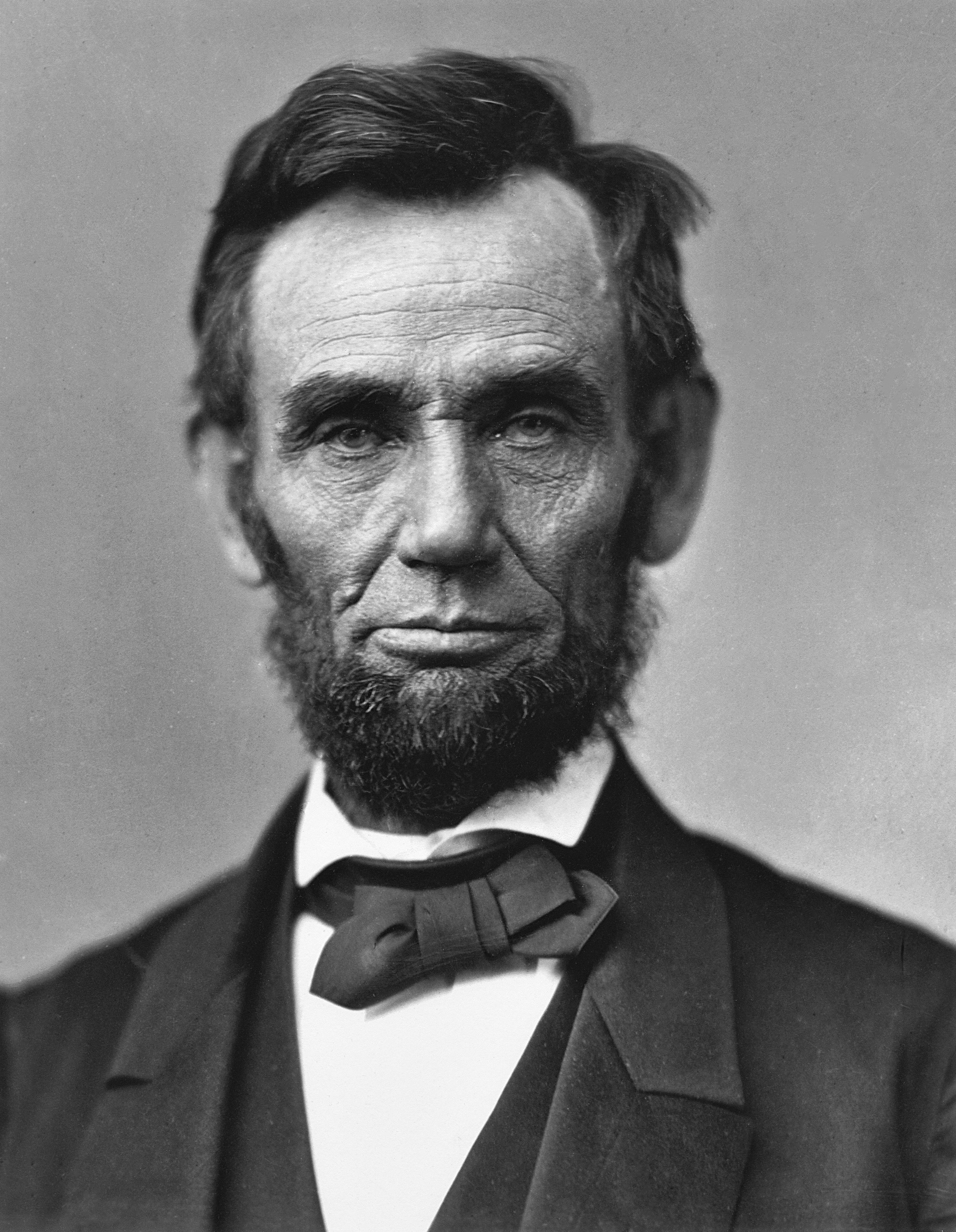
Авраам Линкольн 1861-1865 Президент США
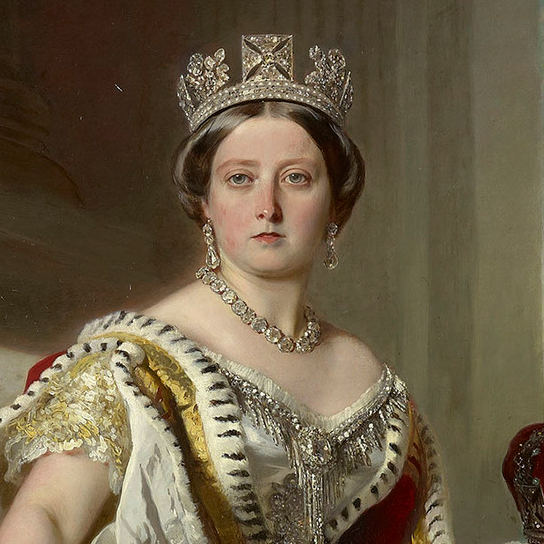
Виктория 1837-1901 Королева Великобритании
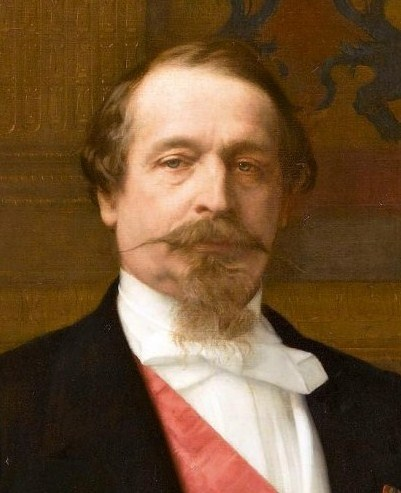
Наполеон III 1852-1870 Император Франции
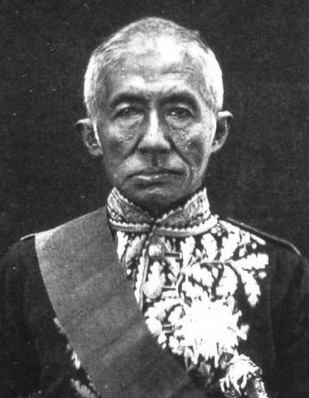
Монгкут (Рама IV) 1851-1868 Король Сиама
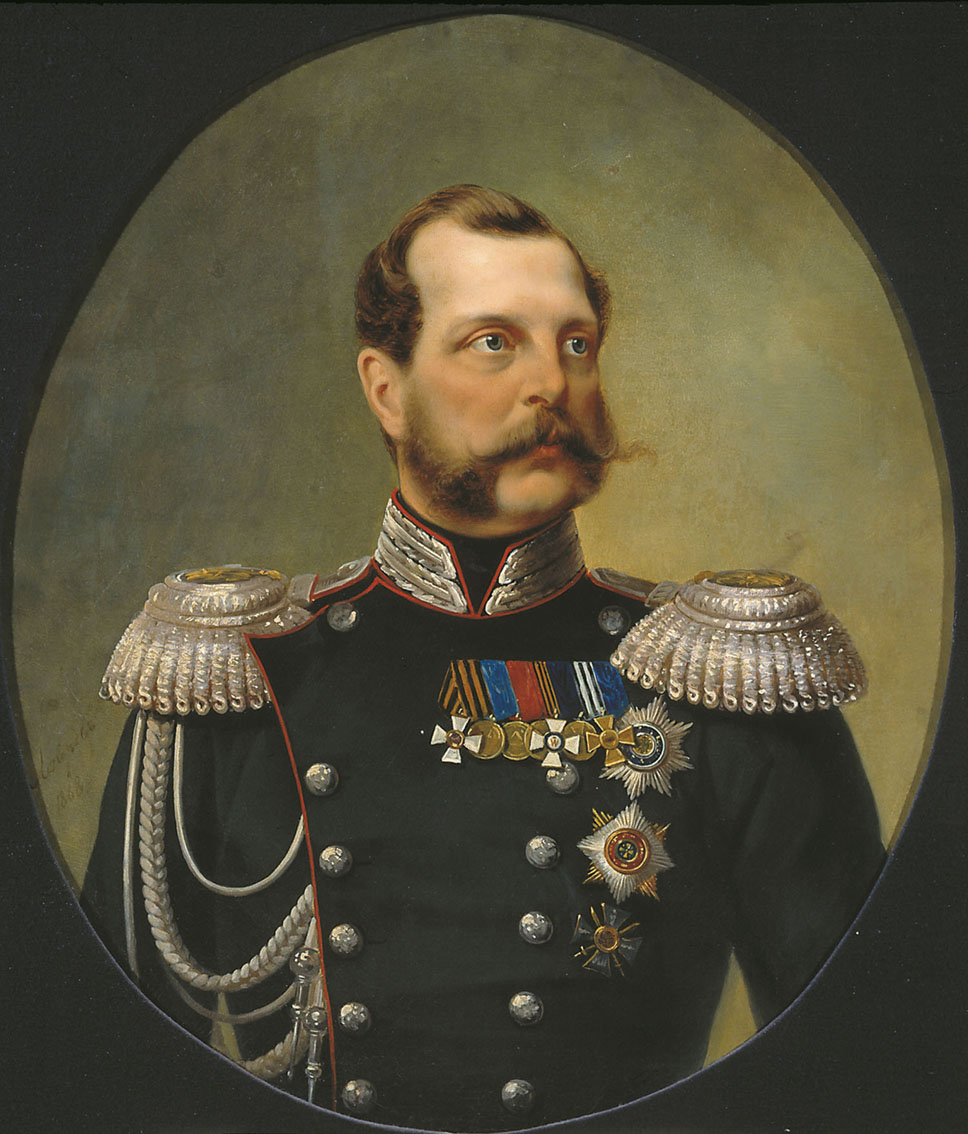
Александр II 1855-1881 Император Всероссийский
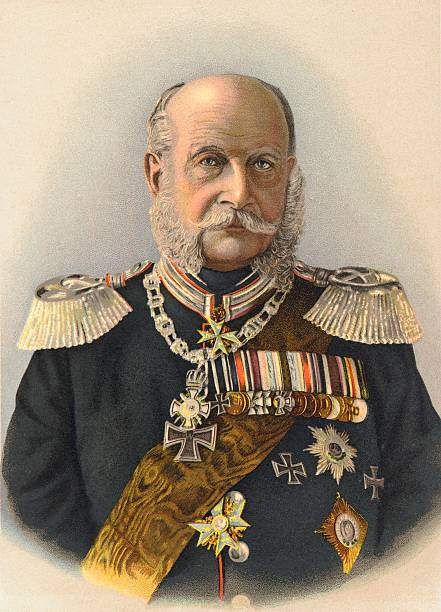
Вильгельм I 1861-1888 Король Пруссии
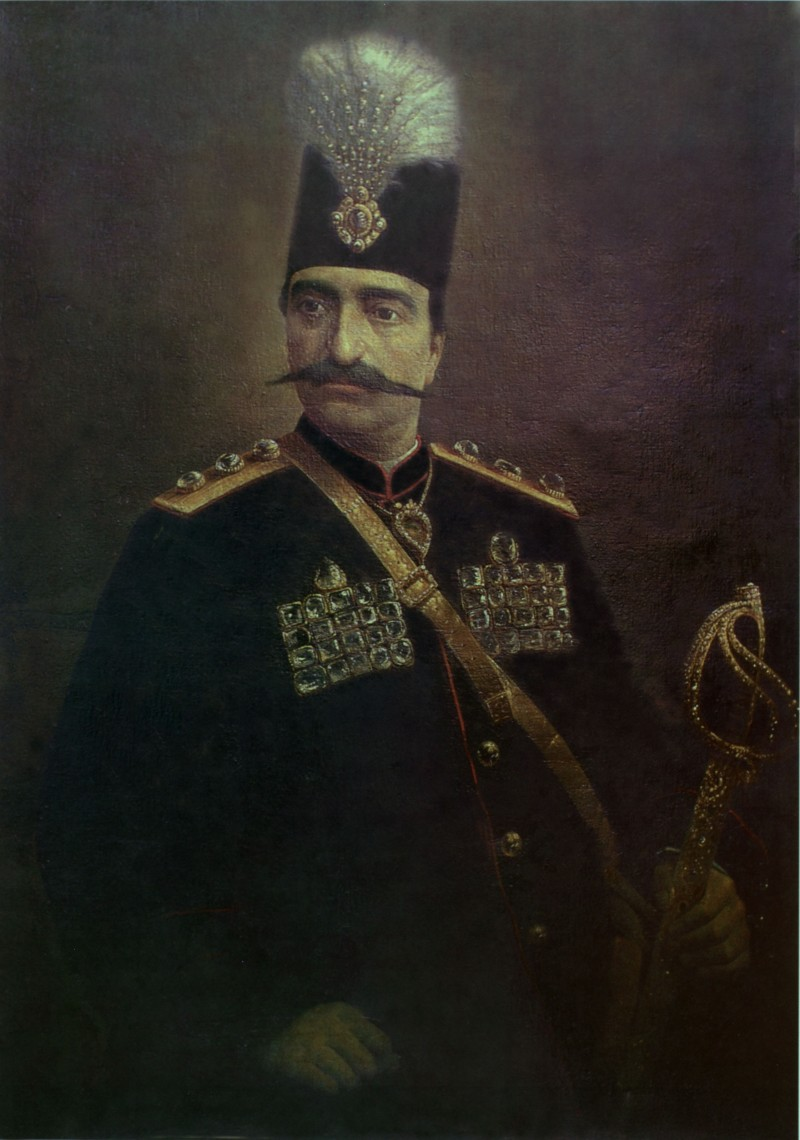
Насер ад-Дин 1848-1896 Шах Ирана
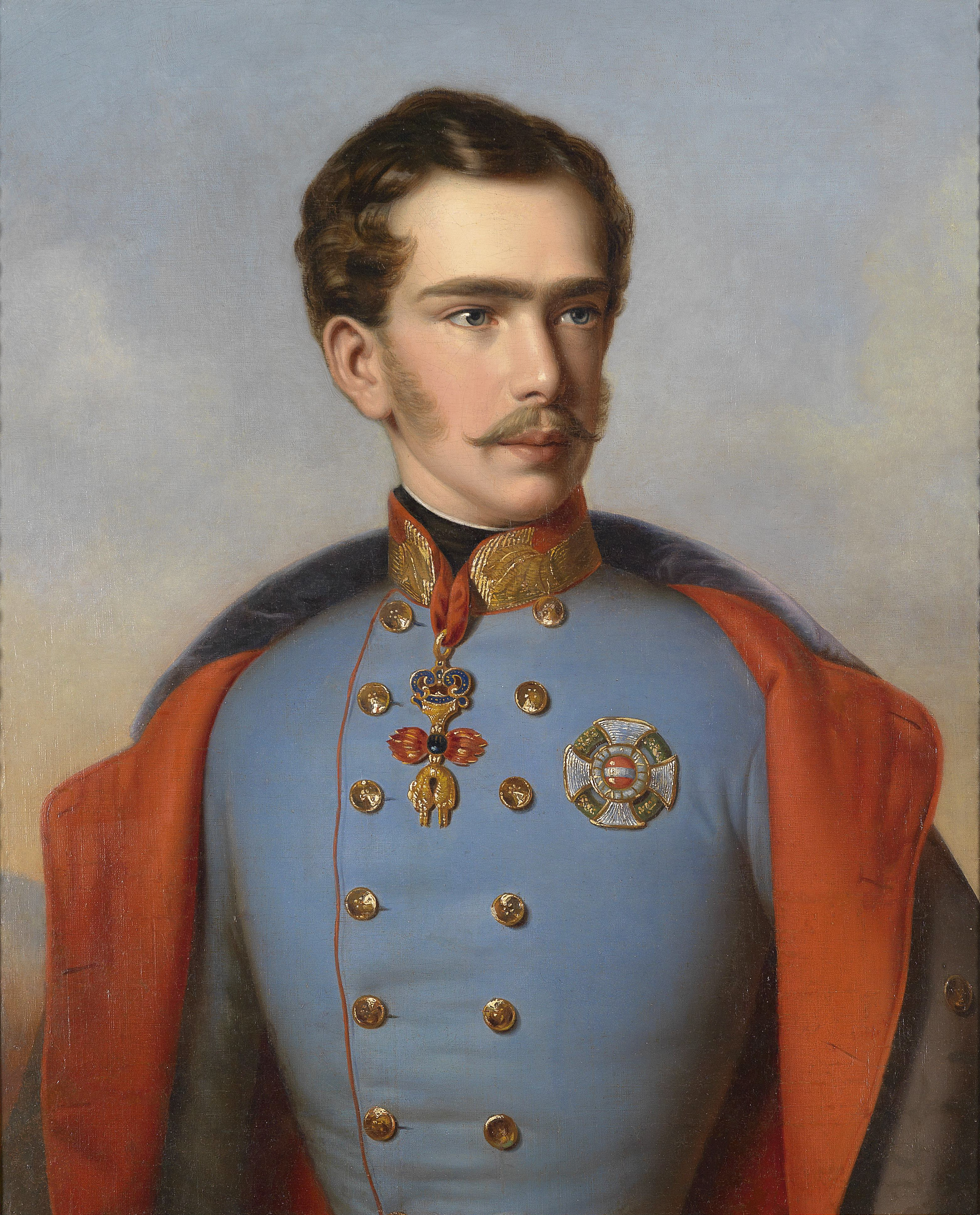
Франц-Иосиф I 1848-1916 Император Австрии, король Венгрии и Чехии
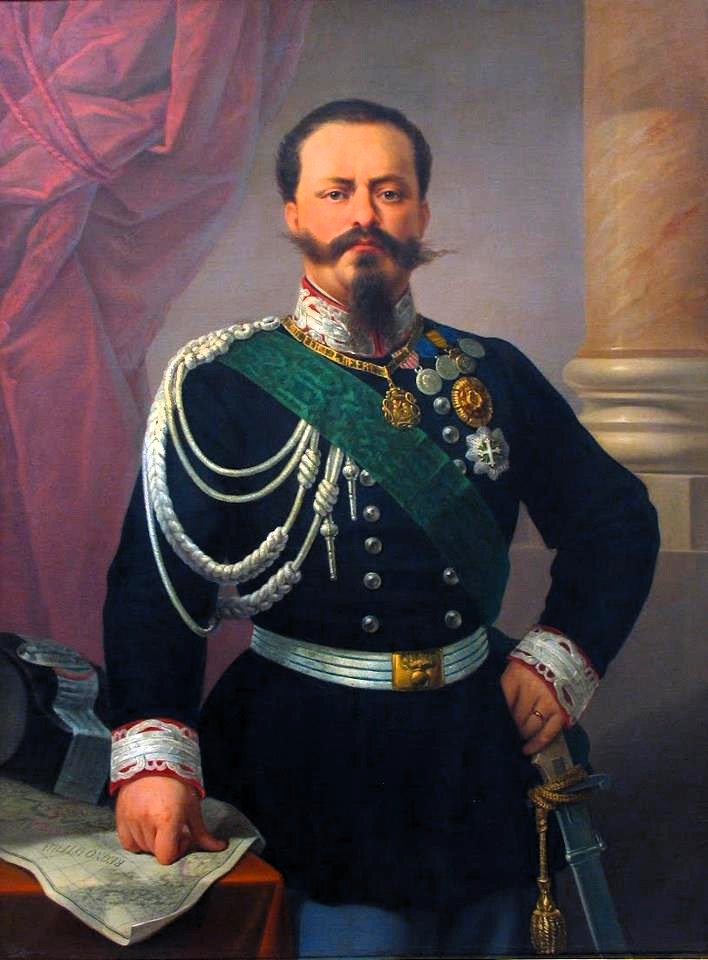
Виктор Эммануил II 1861-1878 Король Италии
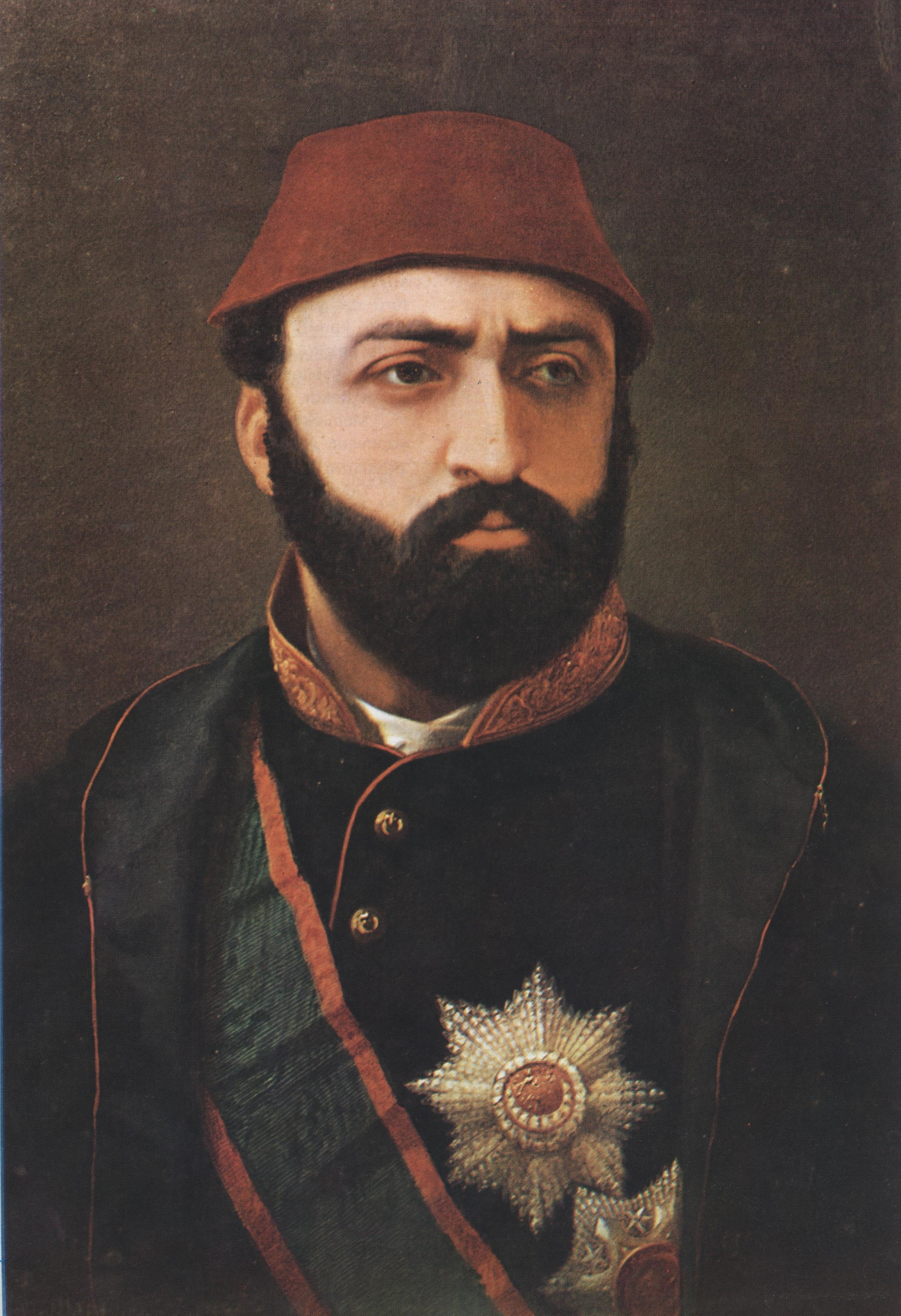
Абдул-АзизI 1861-1876 Османский султан
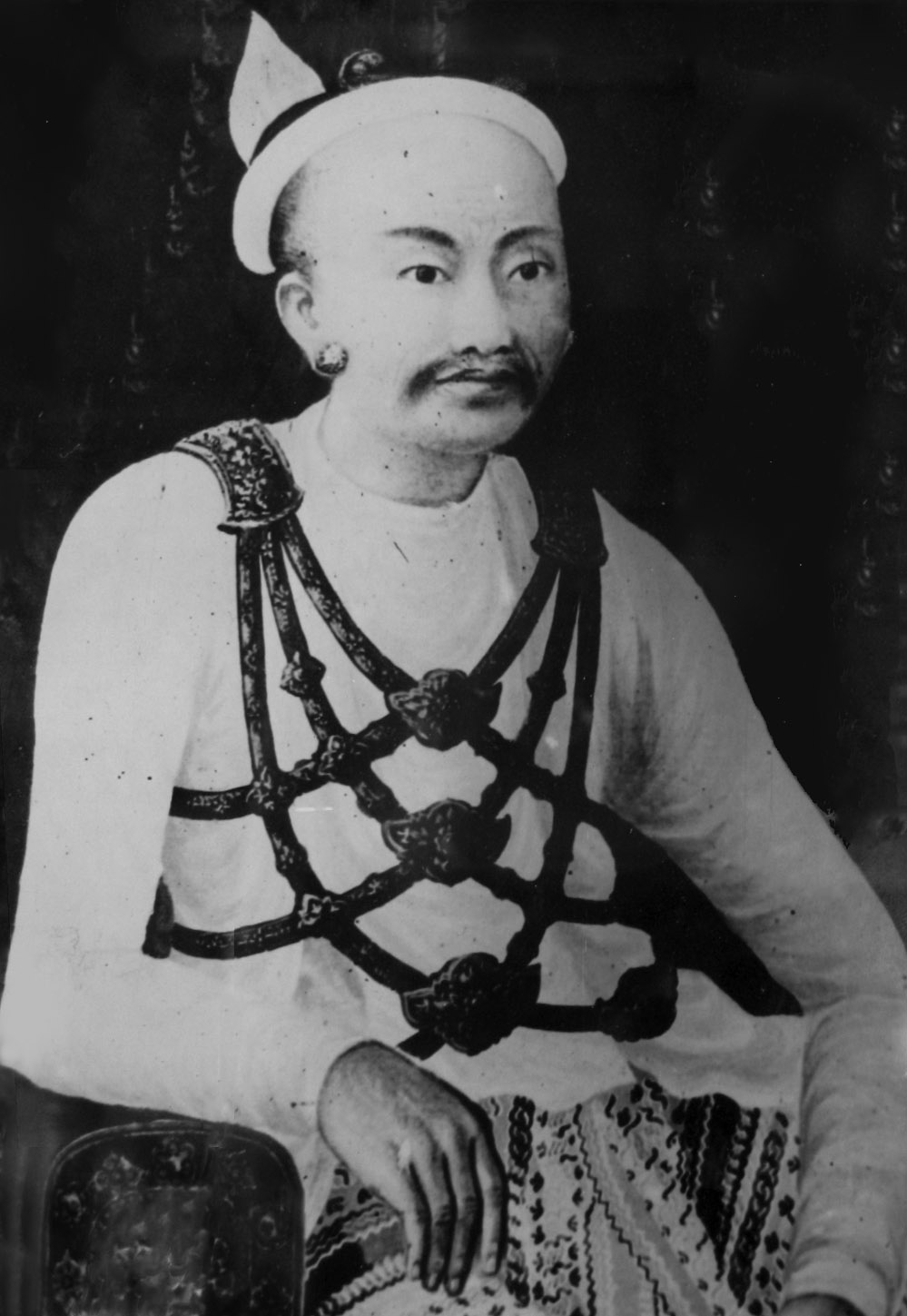
Миндон 1853-1878 Король Бирмы
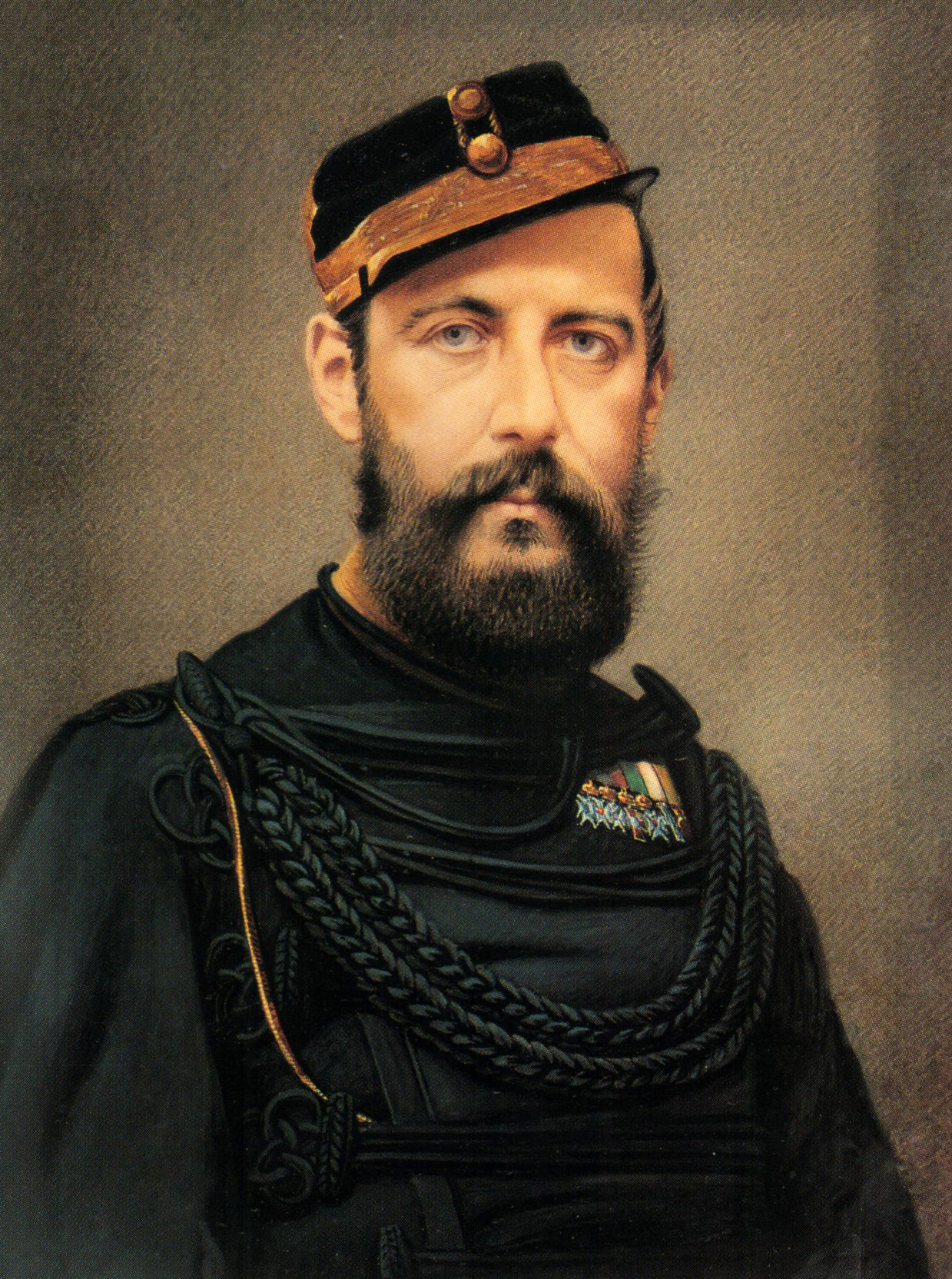
Карл XV 1859-1872 Король Швеции и Норвегии
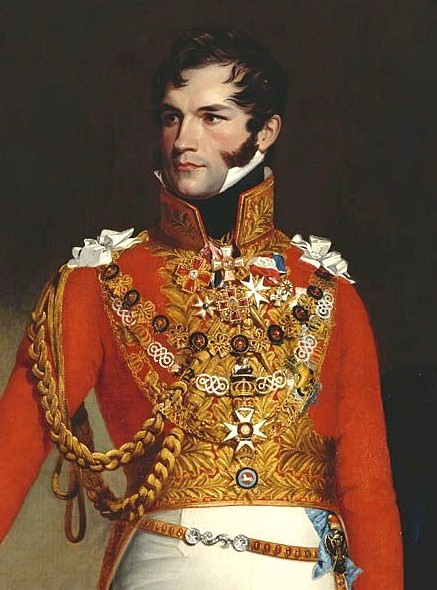
Леопольд I 1831-1865 Король Бельгии
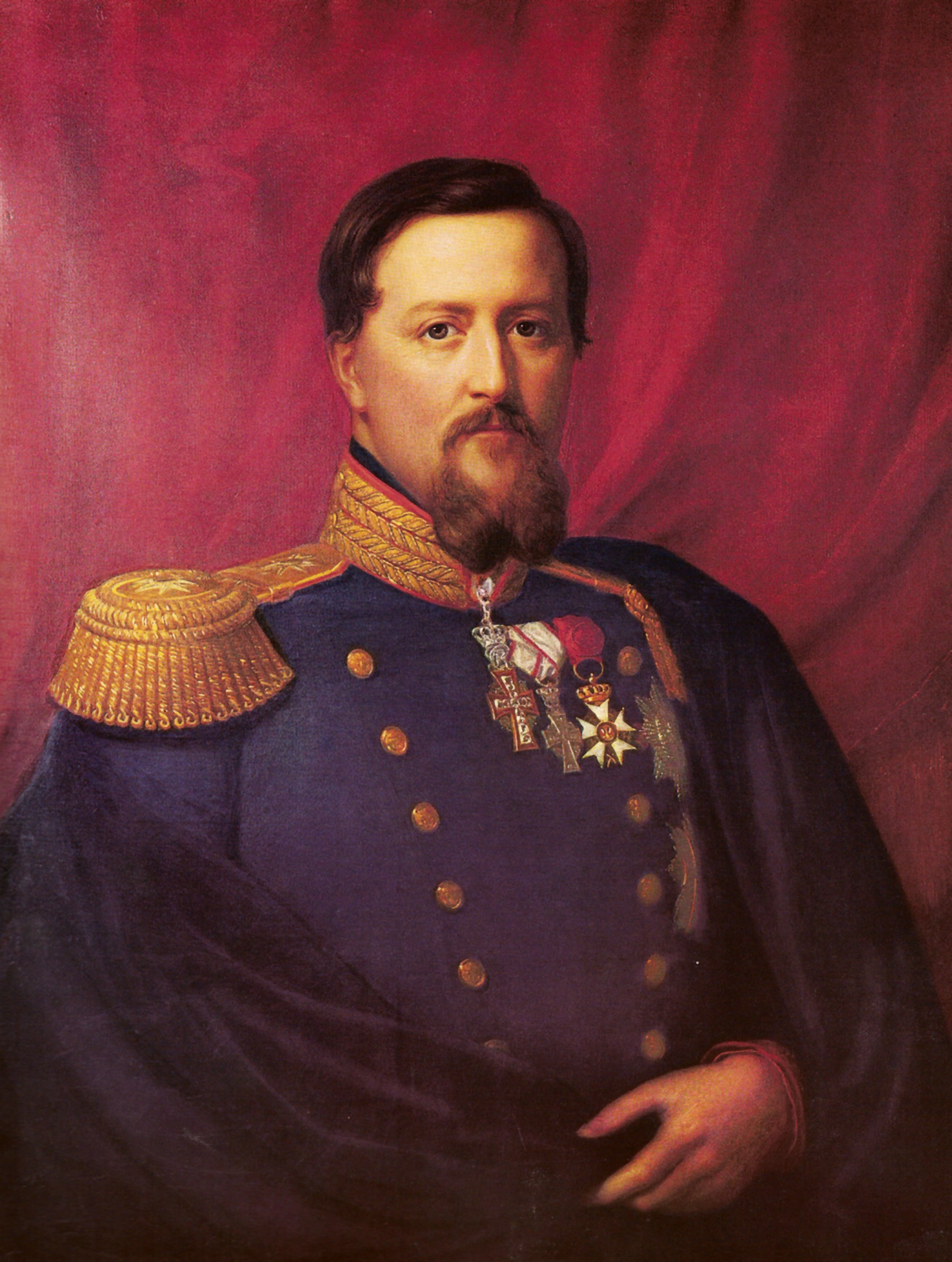
Фредерик VII 1848-1863 Король Дании
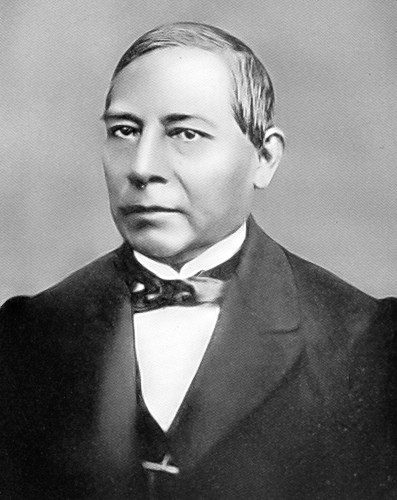
Бенито Хуарес 1858-1872 Президент Мексики
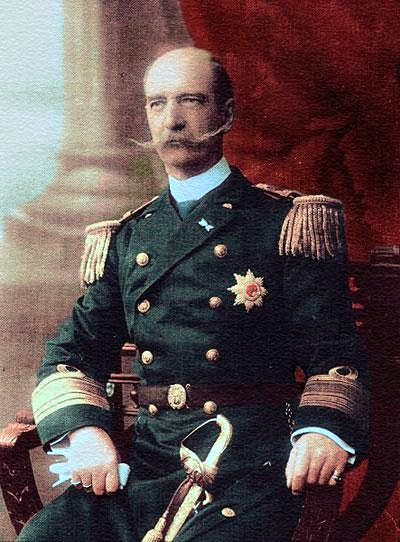
Георг I 1863-1913 Король Греции
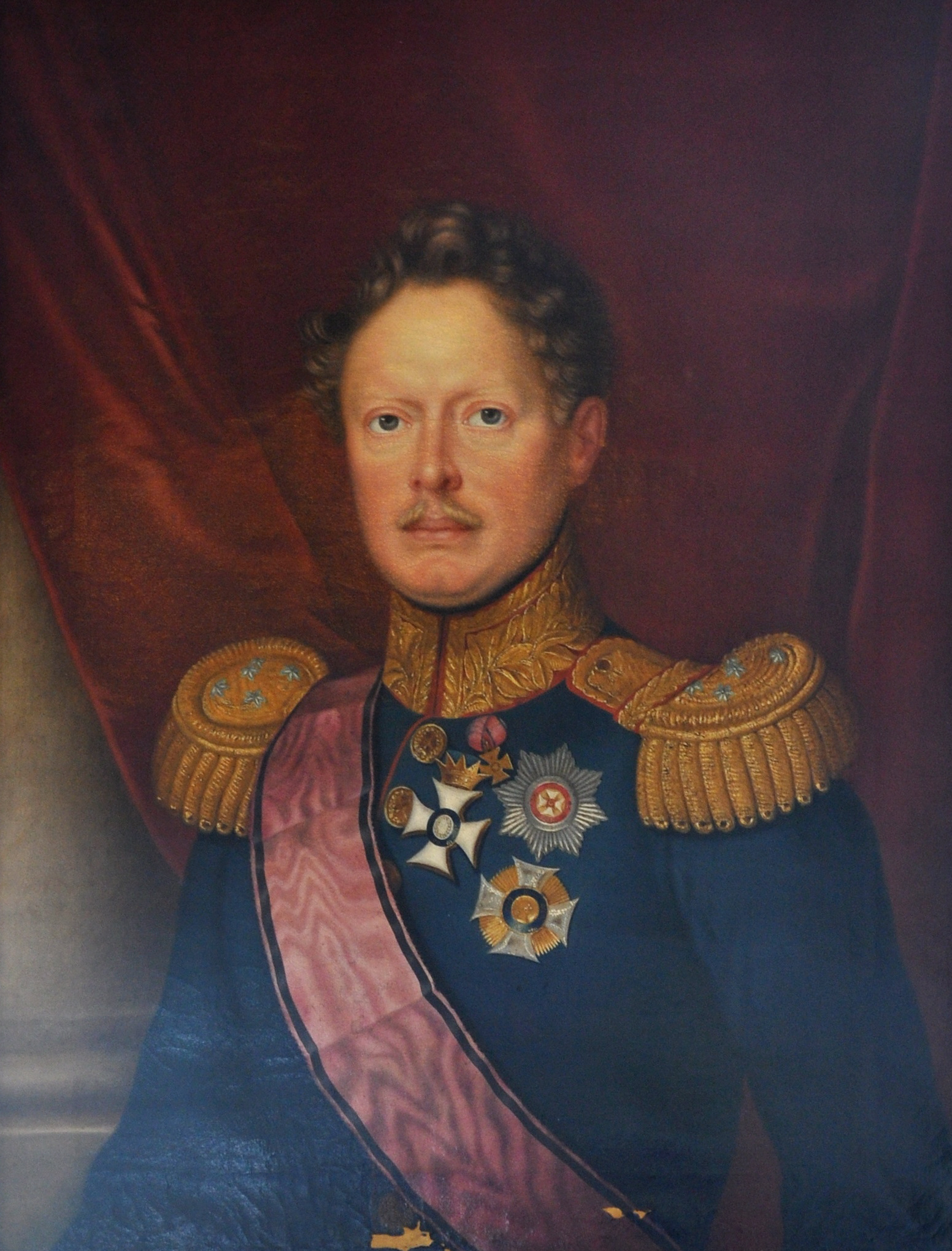
Вильгельм I 1816-1864 Король Вюртемберга
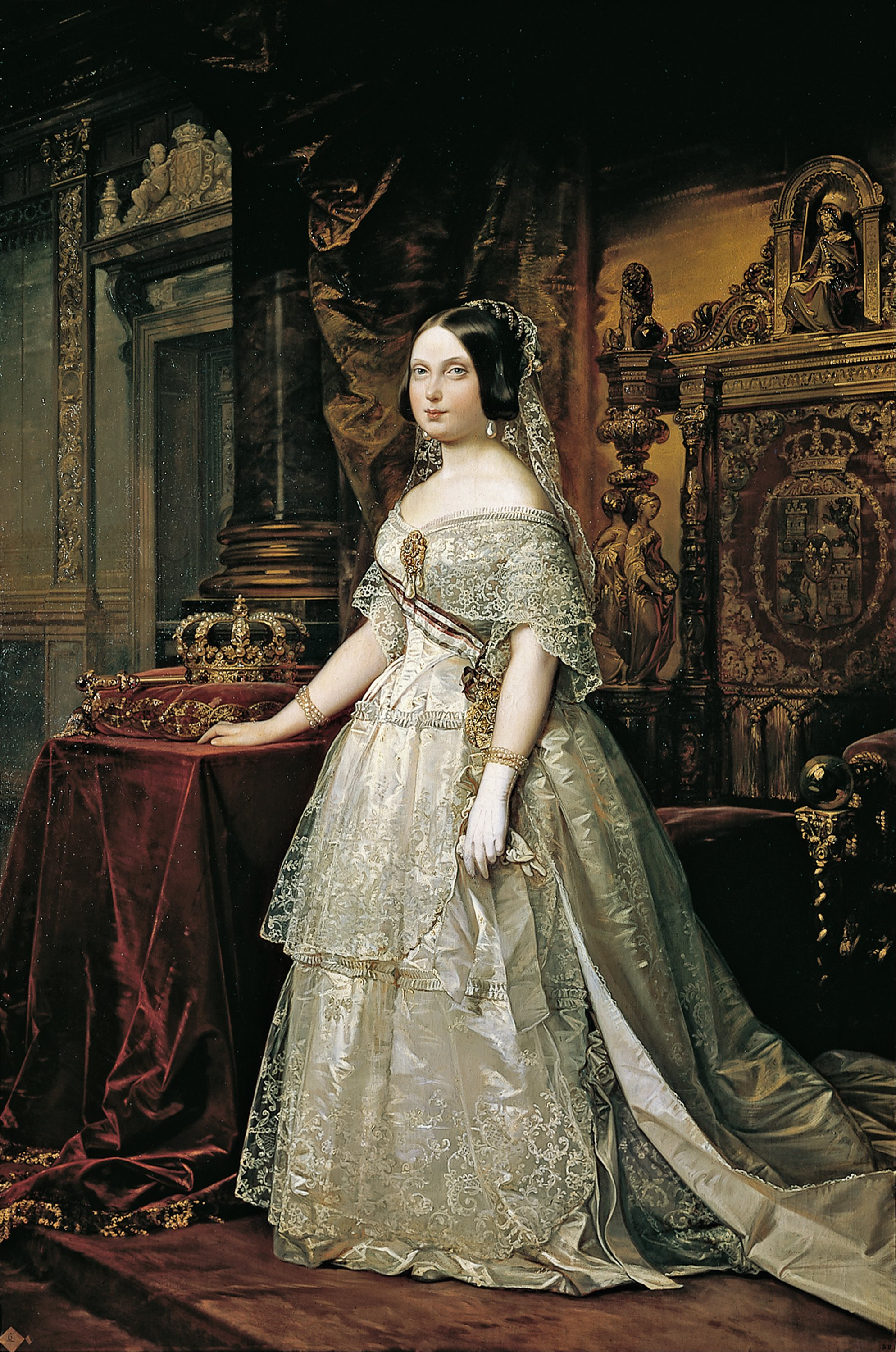
Изабелла II 1833-1868 Королева Испании
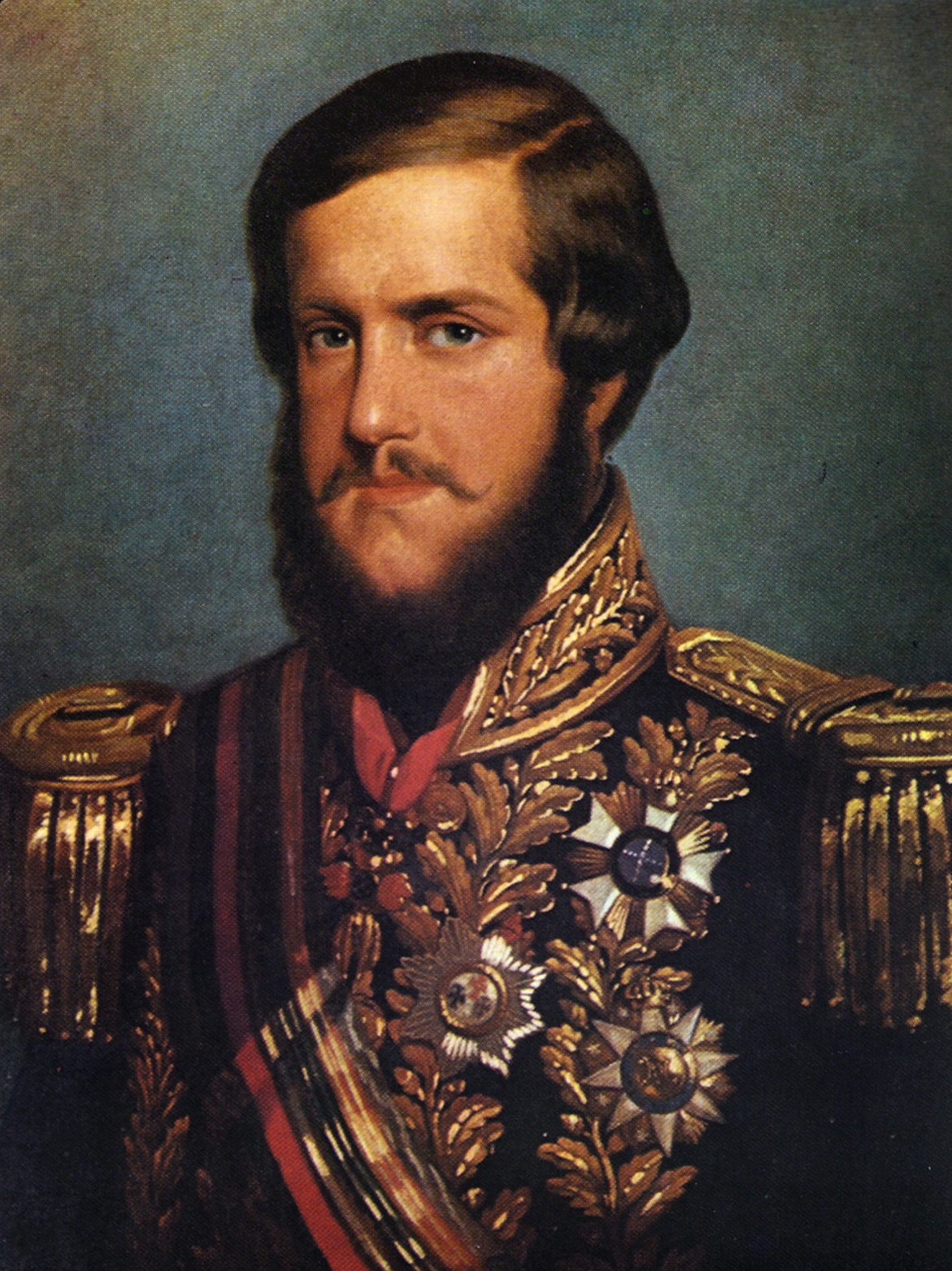
Педру II 1831-1889 Император Бразилии
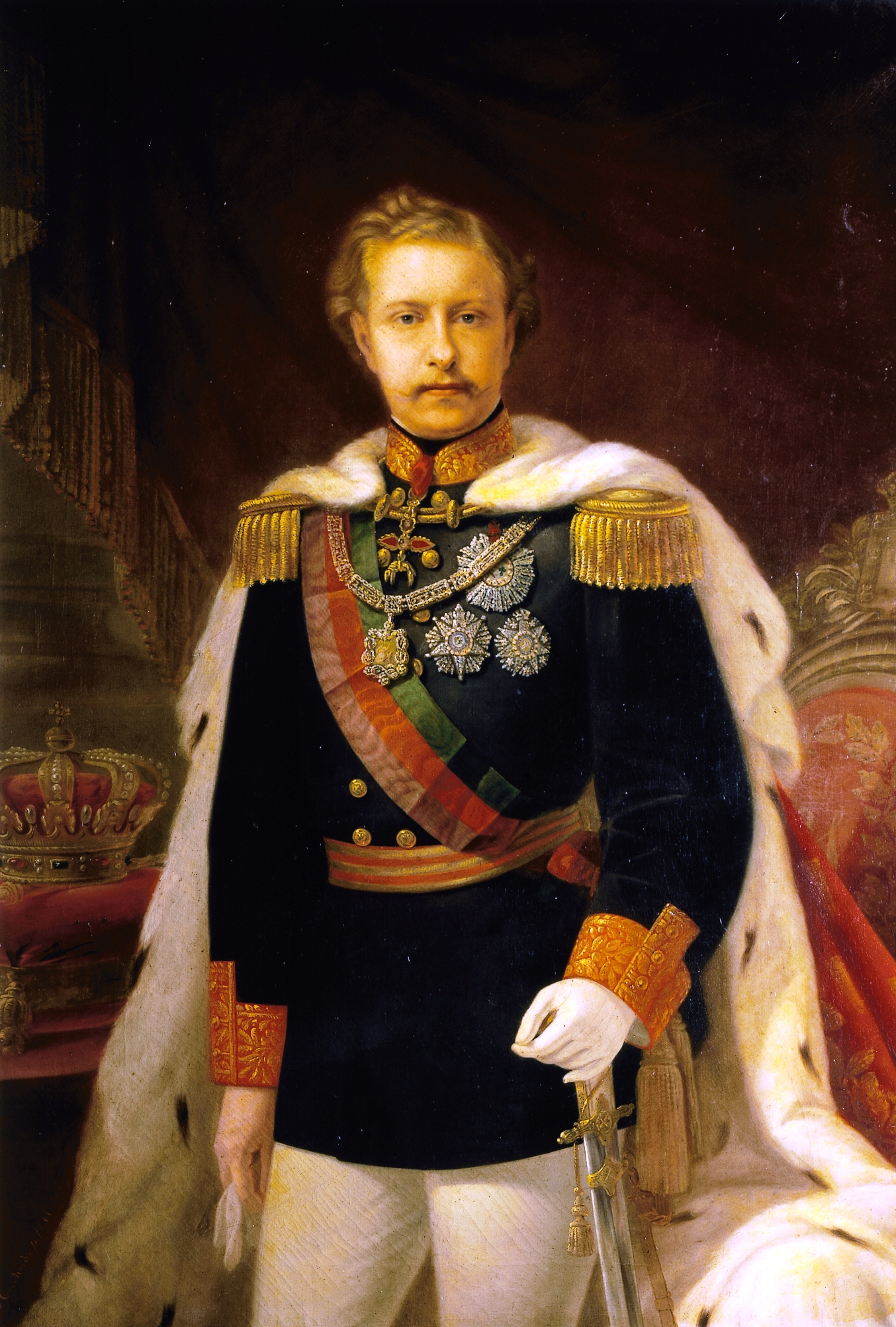
Луиш I 1861-1889 Король Португалии
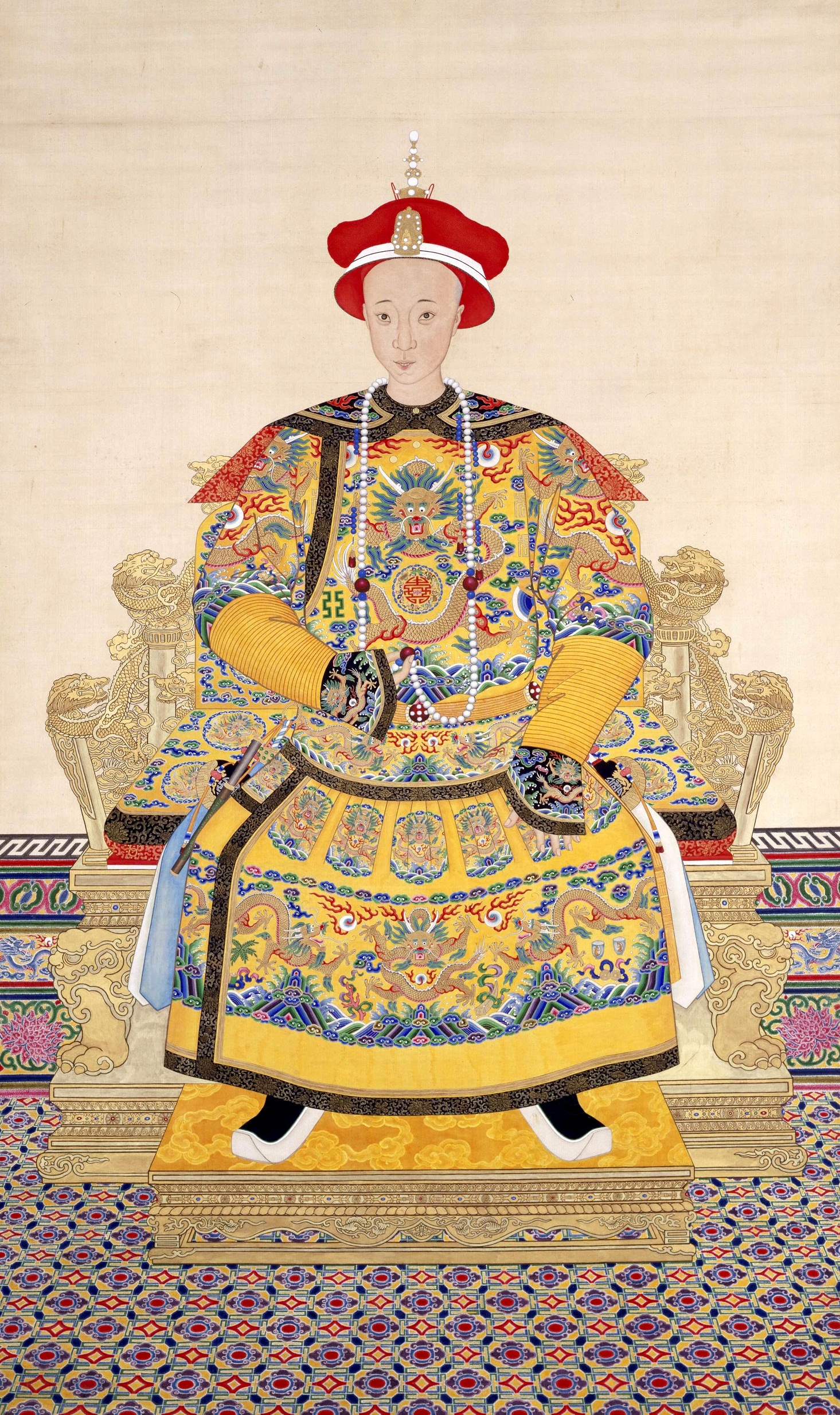
Тунчжи 1861-1875 Император Китая (Цин)
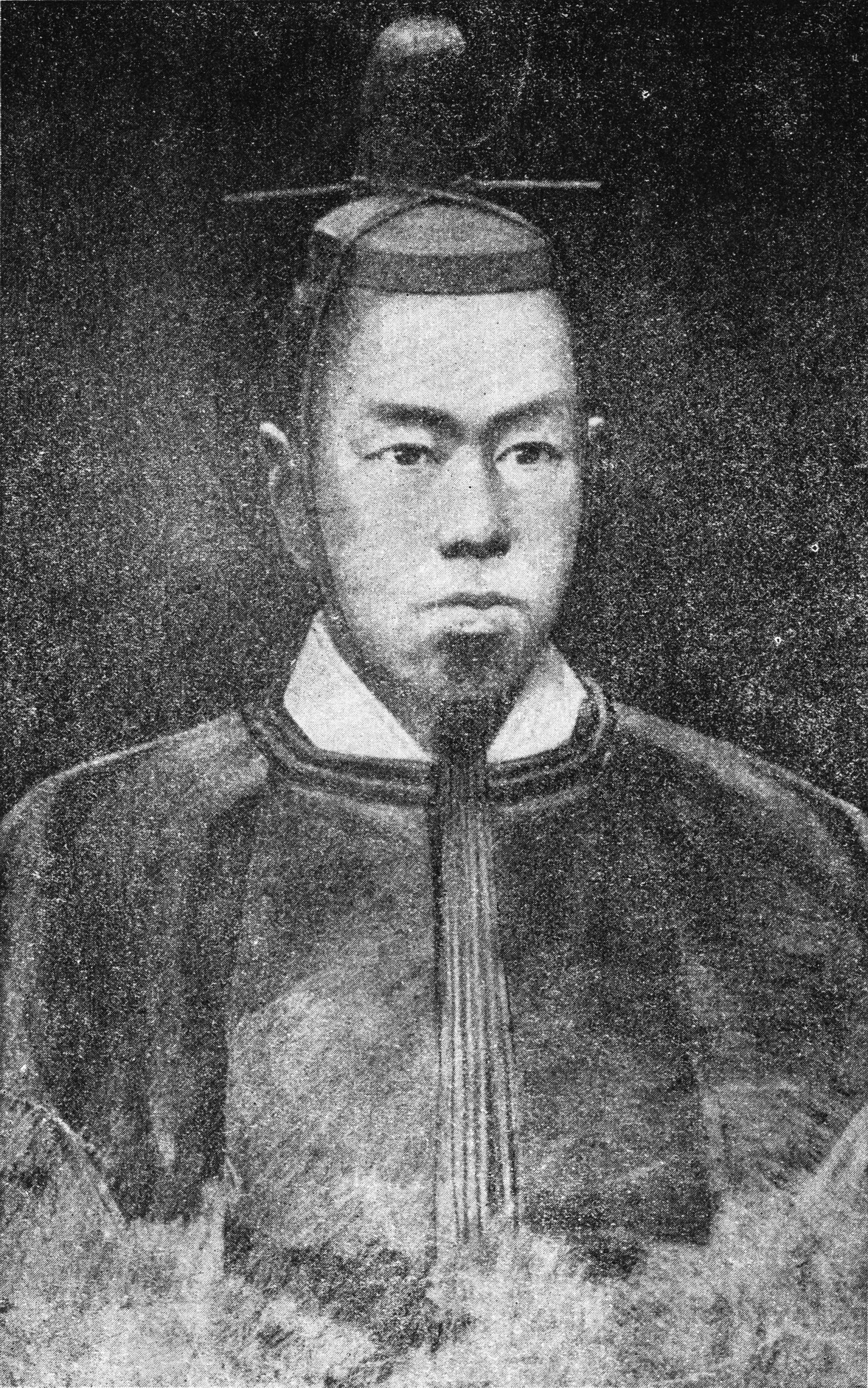
Комэй 1846-1867 Император  Японии
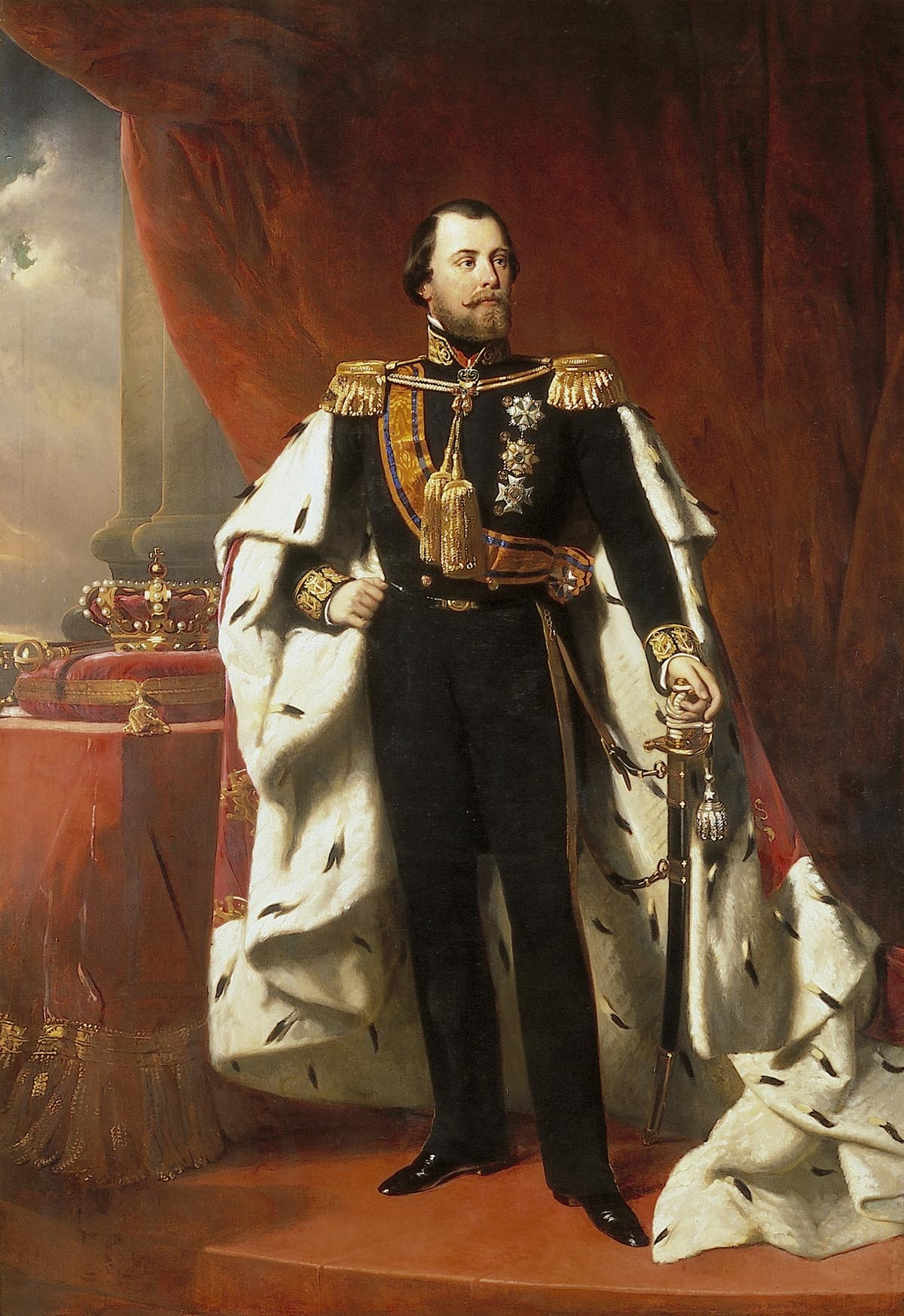
Виллем III 1849-1890 Король Нидерландов и великий герцог Люксембургский
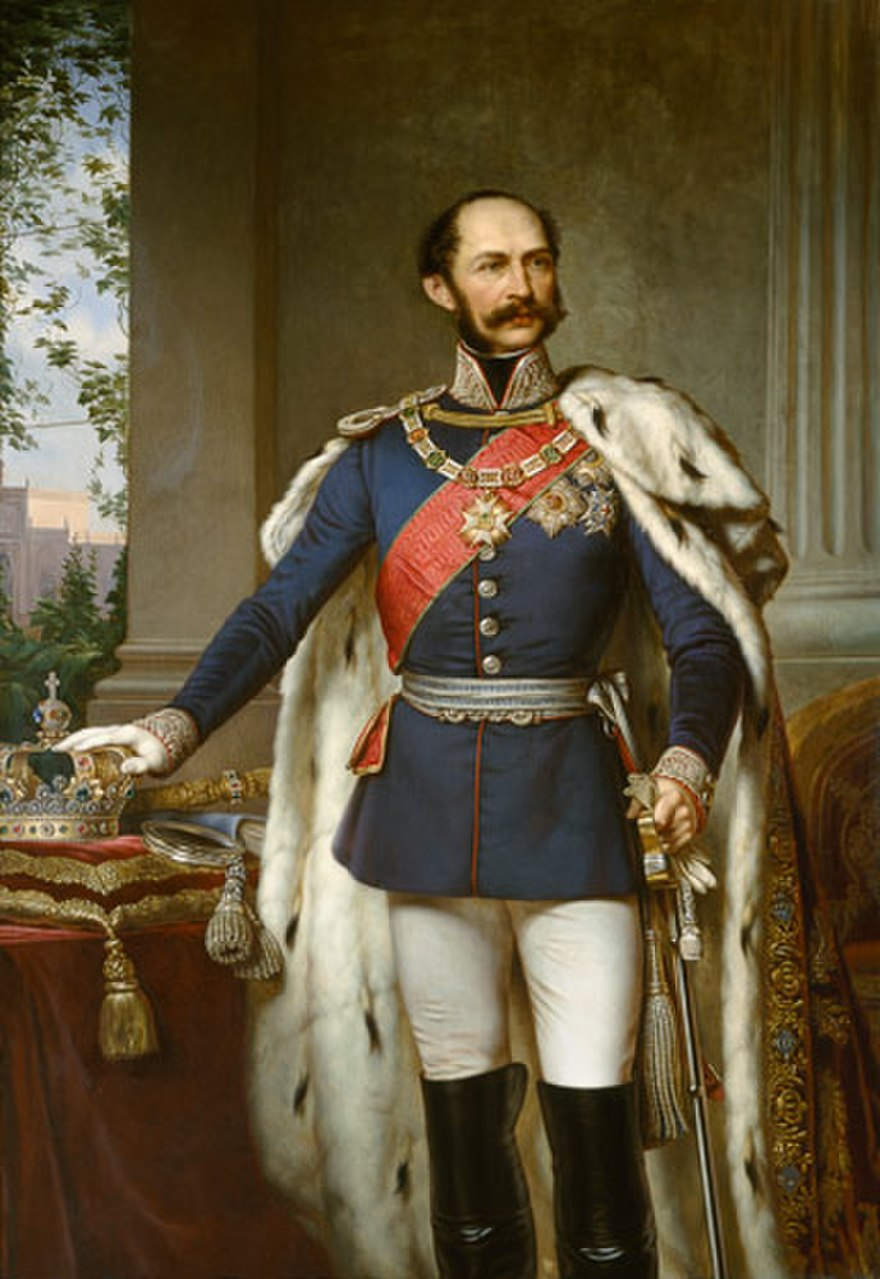
Максимилиан II 1848-1864 Король Баварии
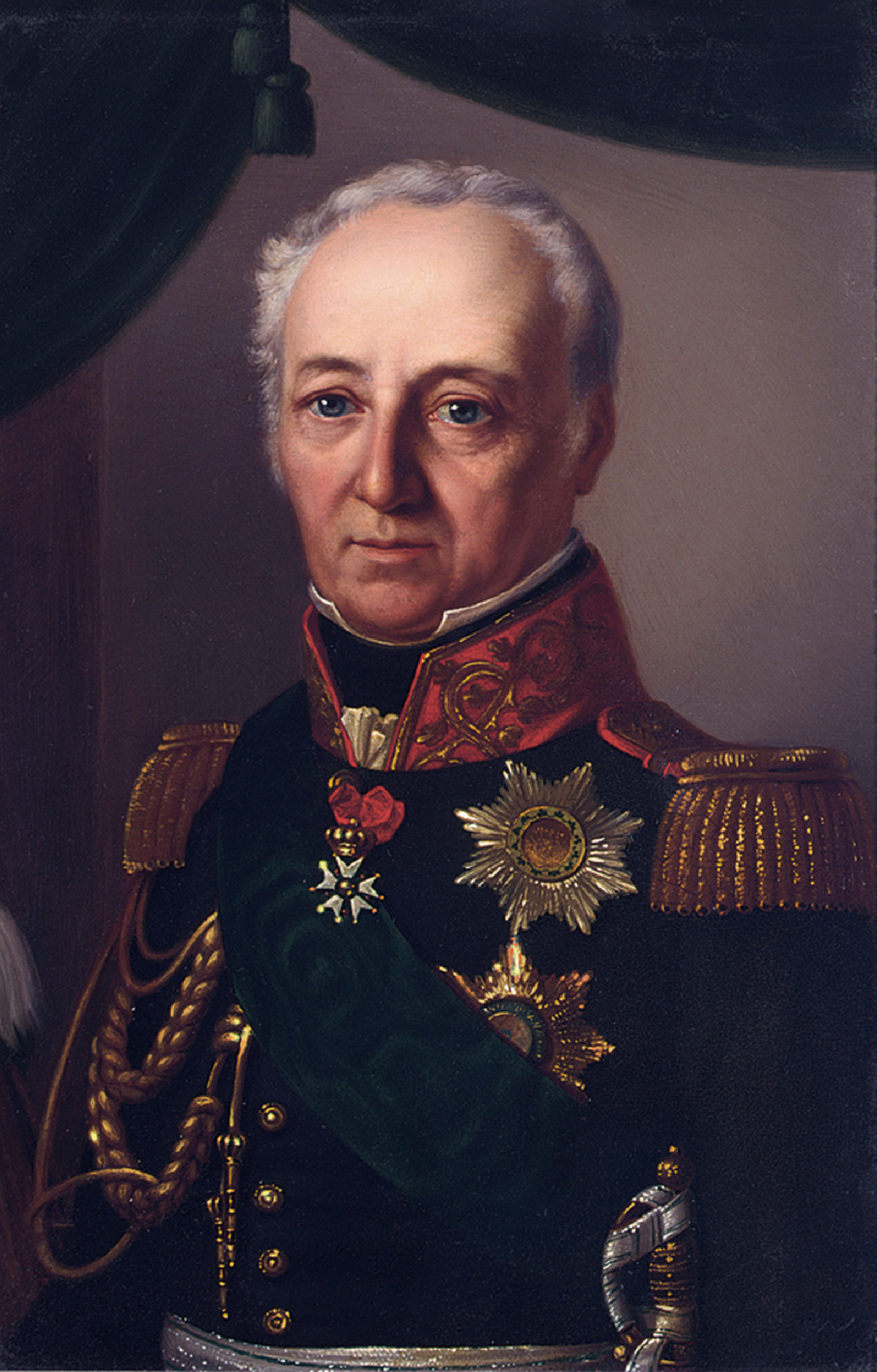
Иоганн 1854-1873 Король Саксонии
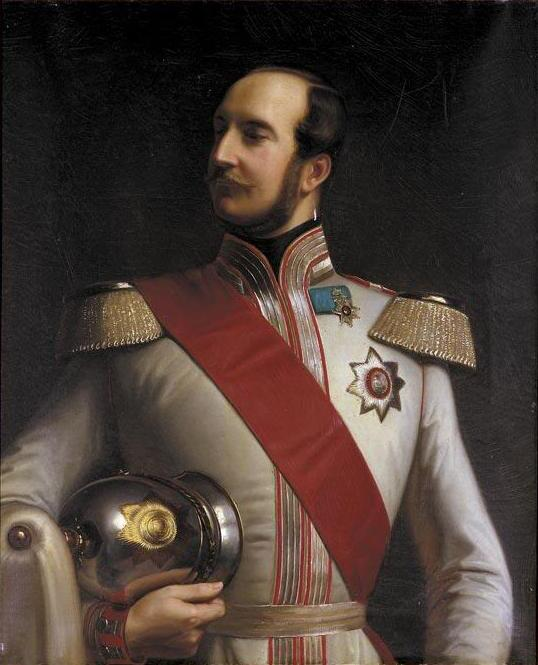
Георг V 1851-1866 Король Ганновера
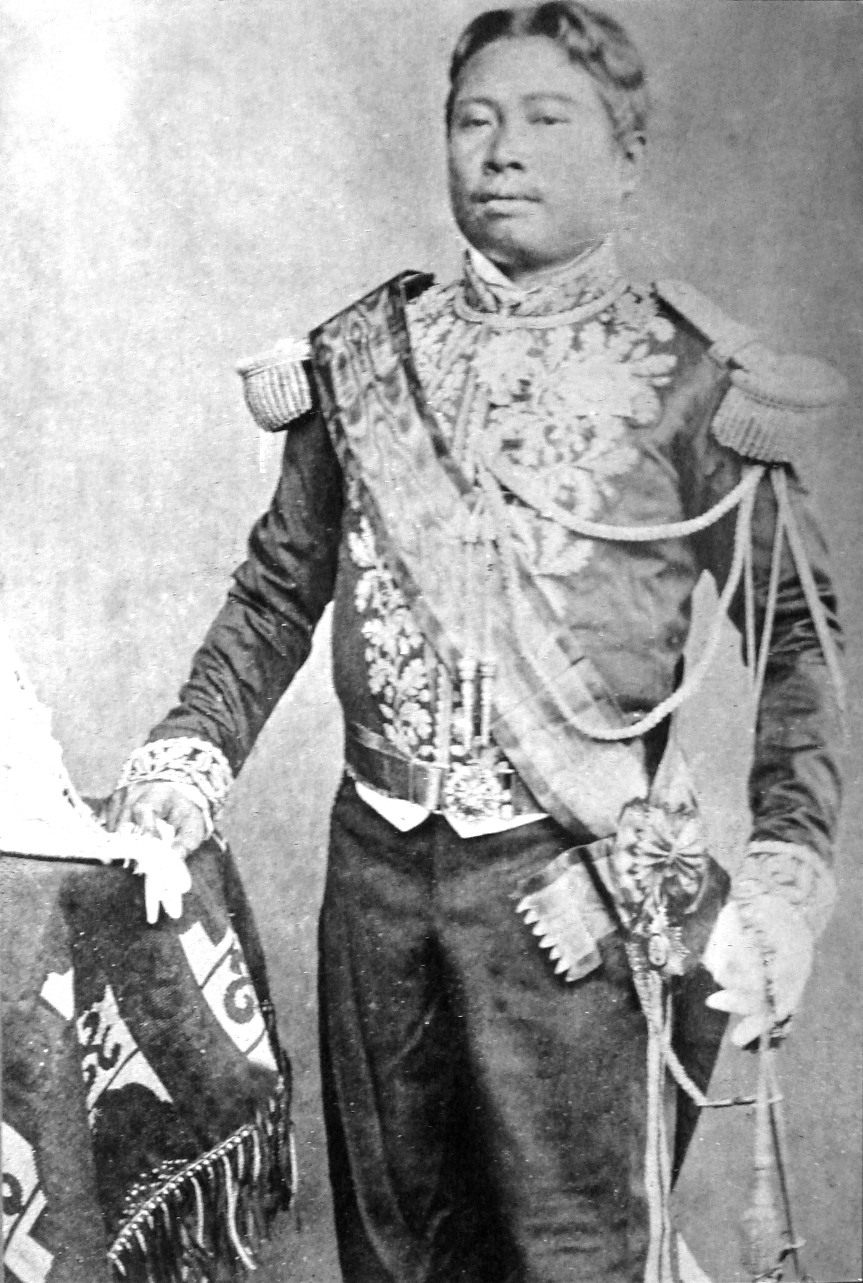
Нородом I 1860-1904 Король Камбоджи
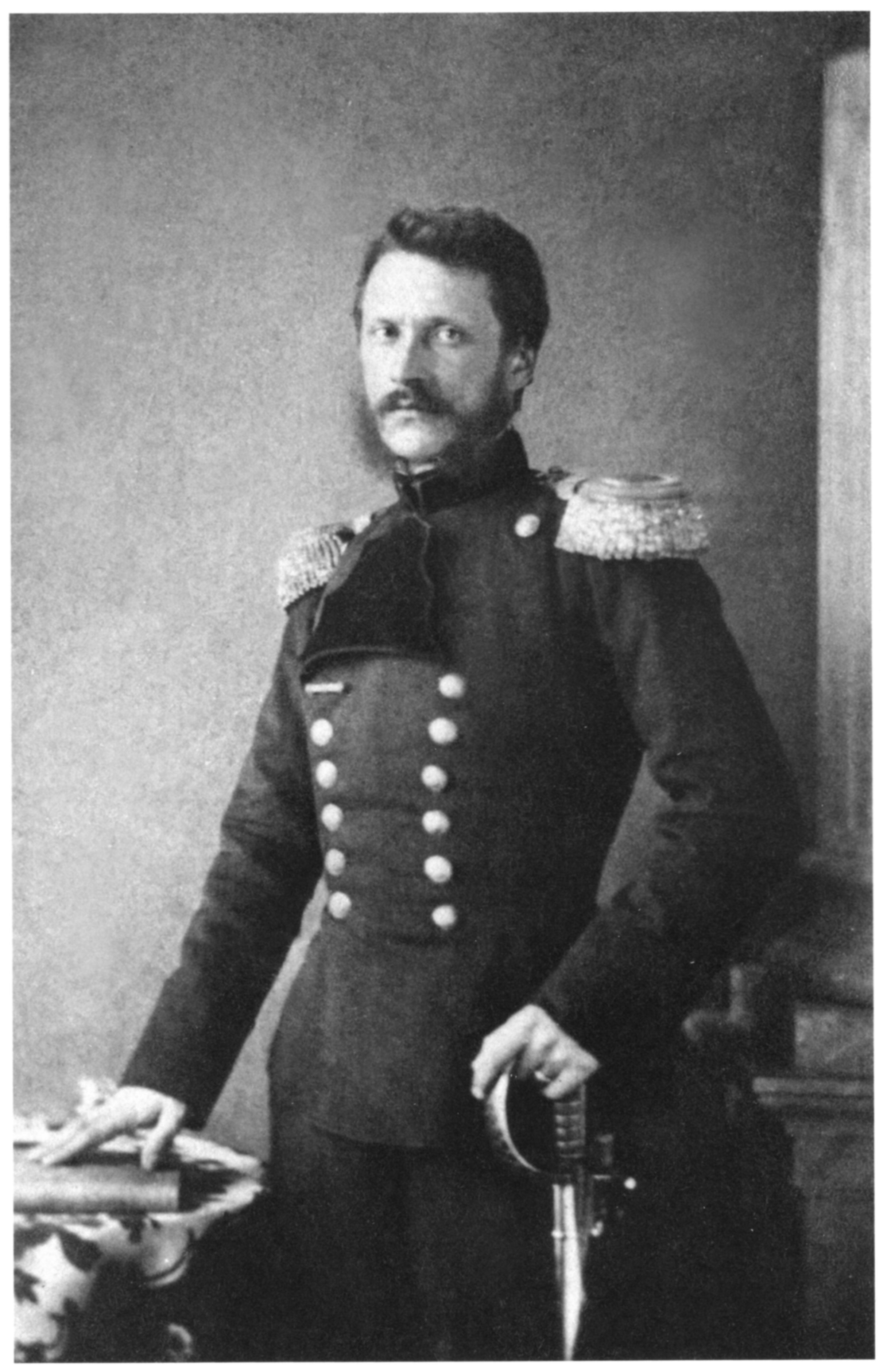
Александру Ион Куза 1859-1866 Господарь Молдовы и Валахии
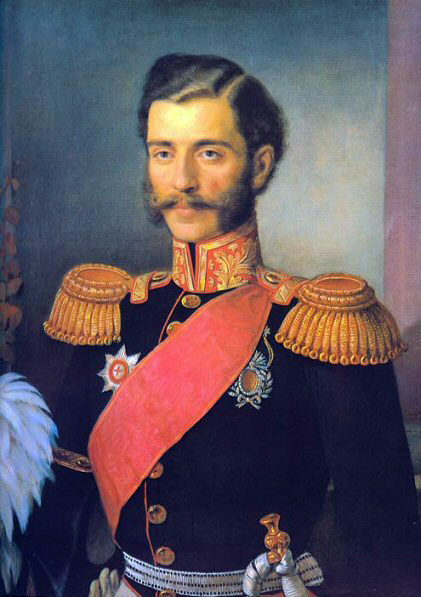
Михаил Обренович 1839-1842,1860-1868 Князь Сербии
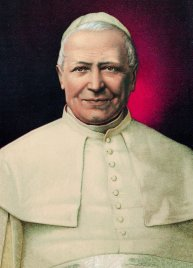
Пий IX 1846-1878 Папа Римский